# Данилов, Павел Фёдорович (генерал-лейтенант)
Павел Фёдорович Данилов (1776—1833) — генерал-лейтенант, военный губернатор Динабургской крепости.

## Биография
Родился в 1776 году, из дворян, сын коллежского асессора.
Данилов вступил в службу 6 июля 1796 года из артиллерийского кадетского корпуса штык-юнкером в артиллерийский батальон Балтийского гребного флота, в котором в конце того же года произведен в подпоручики.
В кампанию 1808—1809 годов против шведов участвовал во взятии Свеаборга. Затем Данилов, состоя в 1-м пионерном полку майором, 13 мая 1811 году произведён в подполковники.
Принимал участие в отражении нашествия Наполеона и в последующих за этим Заграничных походах в Пруссии и Франции. 17 февраля 1813 года назначен полковым командиром Сапёрного полка и принимал участие с отличием при осаде Данцига.
11 января 1816 года назначен батальонным командиром 2-го сапёрного батальона и в том же году произведён в полковники.
15 февраля 1819 года был награждён орденом Святого Георгия 4-й степени (№ 3400 по списку Григоровича — Степанова).
В 1820 году, за отличие по службе, получил чин генерал-майора, с назначением командиром 1-й сводной пионерной бригады; в 1824 году — отрядным командиром 1-й пионерной бригады и 1-й бригады 2-й пехотной дивизии; в 1828 году — командиром 1-й пионерной (впоследствии преобразованной в сапёрную) бригады военного поселения.
В 1831 году Данилов состоял военным губернатором Динабургской крепости и принимал участие в боевых действиях против бунтующих поляков; затем он был начальником округов военного поселения гренадерского корпуса; в конце того же года был произведён в генерал-лейтенанты.
Павел Фёдорович в продолжение своей службы находился во многих походах и сражениях: почти все награды получены были им за боевые отличия.
Скончался в начале 1833 года и исключен из списков умершим 14 января. Похоронен на Волковском православном кладбище. Могила утрачена.